# U-427
U-427 – niemiecki okręt podwodny (U-Boot) typu VII C z okresu II wojny światowej. Okręt wszedł do służby w 1943 roku. Jedynym dowódcą był Oblt. Carl-Gabriel Graf von Gudenus.

## Historia
Wcielony do 8. Flotylli U-Bootów celem szkolenia załogi, od czerwca 1944 roku kolejno w 7., 11., 13. i 14. Flotylli jako jednostka bojowa.
Odbył pięć patroli bojowych, podczas których nie zatopił żadnej jednostki przeciwnika. 29 kwietnia 1945 roku podczas ataku na konwój RA 66 U-Boot bezskutecznie próbował storpedować kanadyjskie niszczyciele eskorty: HMCS „Haida” i „Iroquois”. Przeprowadzony przez nie kontratak trwał wiele godzin, w tym czasie zrzucono prawie 700 bomb głębinowych. Na początku maja 1945 roku U-427 został poważnie uszkodzony podczas ataku na konwój i nie mógł się zanurzyć, ale w eskorcie U-968 i U-481 powrócił do Kirkenes (Norwegia).
Poddany 9 maja 1945 roku w Narwiku (Norwegia), przebazowany 19 maja 1945 roku do Loch Eriboll (Szkocja), a później do Loch Ryan (Szkocja). Zatopiony 21 grudnia 1945 roku podczas operacji Deadlight ogniem artyleryjskim HMS „Onslaught”, „Zetland”, „Fowey” i ORP „Piorun”.